# Erich Fidesser
Erich Fidesser (* 22. Jänner 1939 in Hollabrunn) ist ein ehemaliger österreichischer Politiker (ÖVP) und Privatangestellter. Er war von 1974 bis 1993 Abgeordneter zum Landtag von Niederösterreich.

## Leben
Fidesser legte 1957 die Matura ab und arbeitete in der Folge als Bautechniker. Er engagierte sich ab 1965 als Gemeinderat in Zellerndorf und war 1980 Vizebürgermeister und danach erneut bis 1985 als Gemeinderat tätig. Innerparteilich engagierte sich Fidesser von 1965 bis 1968 als Landessekretär der Jungen ÖVP, war von 1971 bis 1976 deren Landesobmann und von 1971 bis 1980 ÖVP-Bezirksparteiobmann. Zudem wirkte er als Landesvorsitzenderstellvertreter des Niederösterreichischen Bildungs- und Heimatwerkes, war von 1980 bis 1993 ÖVP-Hauptbezirksparteiobmann und maßgeblich am Aufbau des Niederösterreichischen Hilfswerks beteiligt, dessen Geschäftsführung er von 1980 bis 2002 übernahm. Zudem war er von 1988 bis 1998 Bundesvorsitzender des Österreichischen Hilfswerks und 1996 Vorsitzender des Hilfswerk Austria. Fidesser vertrat die ÖVP vom 11. Juli 1974 bis zum 7. Juni 1993 im Landtag.

## Auszeichnungen
- 1987: Großes Silbernes Ehrenzeichen für Verdienste um die Republik Österreich[1]